# グダニスク - スタルガルト線
グダニスク - スタルガルト線（ポーランド語:: Linia kolejowa Gdańsk–Stargard）はポーランド共和国ポモージェ県の県都グダニスクと西ポモージェ県スタルガルトを結ぶ幹線鉄道路線で、オーデル川以東の「東ポメラニア（Hinterpommern）」で重要な路線であった。1859年から1870年までベルリン＝シュテティン鉄道会社（ドイツ語: Berlin-Stettiner Eisenbahn-Gesellschaft, BStE）がこの路線を建設して、ベルリン - ダンチヒ（現在グダニスク）間に別の鉄道連結を形成した。

## 歴史

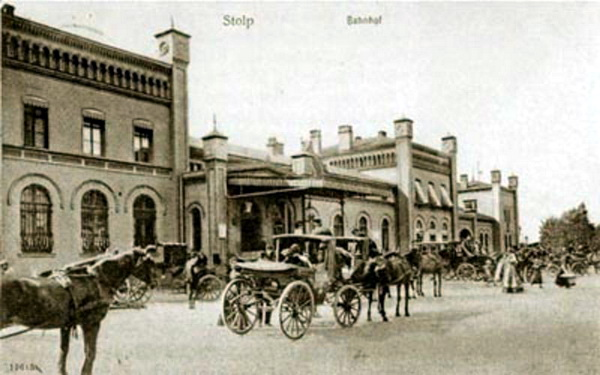
スウプスク駅舎の待合室（1869年）

私鉄のベルリン＝シュテティン鉄道株式会社は1836年に設立された。1846年までBStEは鉄道をシュテティン（現在シュチェチン）からシュタルガルト（現在スタルガルト）まで延長した。ポンメルン地方の鉄道建設は国家の債務利子保障の条件で実行された。1859年6月1日にBStEはシュタルガルトからコェスリン（現在コシャリン）までの135 km区間を開通した。同じ日に分岐線のベルガルト（現在ビャウォガルト） - コールベルク（現在コウォブジェク）間も開業された。ポンメルン地方の幹線鉄道は1869年7月1日にシュトルプ（現在スウプスク）まで延長された。1870年7月1日にダンチヒ - ツォポト（現在ソポト）間が開通されて、BStEの鉄道網はプロイセン東部鉄道管理局の路線と接続できた。およそ120 kmの残り区間工事は同年9月1日に終了した。
1879年6月に鉄道会社はプロイセン政府に売却されて、この路線は他のBStE路線と同じくプロイセン王立鉄道（略: K.P.St.B.）に引き受けられた。
1912年以降ダンチヒ・ツォポト・グディンゲン（現在グディニャ）の三市地域（ポーランド語:: Trójmiasto）で通勤電車向けの線路建設は始まったものの、第一次世界大戦のため中止された。
戦後、ヴェルサイユ条約により現在のソポト市境界線とグロースボシュポル（現在ボジェボルヴィエイラキエ）の境界線区間はポーランドに帰属した。ツォポトとダンチヒは自由都市ダンチヒに統合された。ポーランドとヴァイマル共和国間の国際列車は少なくなった。1920年にダンチヒ管理局は解体されてポーランドと自由都市区間は新生のポーランド国営鉄道（略: PKP）が引き受けた。PKPは旧管理局組織を継承した。
1939年9月1日にナチス・ドイツがポーランドを侵攻して、ベルサイユ条約により放棄したポーランド領土を占領した。第二次世界大戦の間にはドイツ国営鉄道（略: DR）が全線を運営した。1945年終戦後、オーデル・ナイセ線は新しい国境とひて画定されたので、全線の運営はPKPにより継承された。
終戦直後にPKPはベルリンSバーン車両を戦争賠償として引き受けて、グダニスク都市圏の通勤電車系統へ投入した。1950年以降、通勤電車の専用線路は直流800 Vの電車線と共に設置されて、1956年までグダニスク - グディニャ間の線路は複々線で拡張された。1957年に直流800 Vの電車線は同じくグディニャ - ヴェイヘロヴォ間にも設置されて、Sバーンに当たる都市急行鉄道網（Szybka Kolej Miejska, SKM）の系統はヴェイヘロヴォ駅に延長された。
1969年に三市地域区間で電力システムは直流3000 Vに導入されて、その電車線はグダニスク - グディニャ間の遠距離列車向けの線路およびグディニャ - ヴェイヘロヴォ間に備えられた。1976年にグダニスク - グディニャ間緩行線の電車線は直流800 Vから直流3000 Vに置き換えられた。スタルガルト - ヴェイヘロヴォ間の電車線は1986年から1989年まで設置された。